# Řečice (district de Žďár nad Sázavou)
Pour les articles homonymes, voir Řečice.
Řečice (en allemand : Retschitz) est une commune du district de Žďár nad Sázavou, dans la région de Vysočina, en République tchèque. Sa population s'élevait à 466 habitants en 2020.

## Géographie
Řečice se trouve à 8 km au sud-est du centre de Nové Město na Moravě, à 10,5 km au sud-est de Žďár nad Sázavou, à 36,5 km au sud-sud-est de Jihlava et à 134 km au sud-est de Prague.
La commune est limitée par Nové Město na Moravě au nord-ouest et au nord, par Nová Ves u Nového Města na Moravě au nord, par Radešínská Svratka à l'est, par Podolí et Bohdalec au sud, et par Hodíškov à l'ouest.

## Histoire
La première mention écrite de la localité date de 1366.

## Transports
Par la route, Řečice se trouve à 6,5 km de Nové Město na Moravě, à 12,5 km de Žďár nad Sázavou, à 47,5 km de Jihlava et à 168 km de Prague.